# Alberto Giovannini (compositore)
Alberto Giovannini (Capodistria, 15 agosto 1842 – Milano, 5 febbraio 1903) è stato un compositore italiano.

## Biografia
Dopo aver studiato al conservatorio di Milano con Alberto Mazzucato dal 1860 al 1863, svolse attività di maestro e direttore dell'Istituto filarmonico di Udine (1866-1869) e di maestro di canto e concertatore del teatro di Piacenza (1870-1876).